# Mike England
Harold Michael "Mike" England MBE (2 de desembre de 1941) fou un futbolista gal·lès de la dècada de 1960 i entrenador.
Fou internacional amb la selecció de Gal·les, de la que posteriorment en fou entrenador.
Pel que fa a clubs, defensà els colors de Blackburn Rovers, Tottenham Hotspur, Cardiff, i al club de la North American Soccer League Seattle Sounders.

## Palmarès
Tottenham Hotspur
- F.A. Cup : 1967
- League Cup: 1971, 1973
- Copa de la UEFA: 1972